# 山田美妙

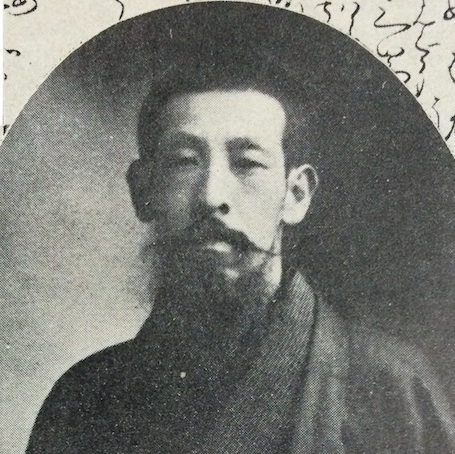
晚年的山田

山田美妙（1868年8月25日—1910年10月24日，本名山田武太郎），日本小说家、诗人、评论家。砚友社中最先成名的作家。

## 生平
1868年出生于武藏國江戶府神田（現东京都千代田區），父亲长年工作在外，他生活在母亲与祖母身边，性格内向孤独。自幼喜爱日本文学与中国文学，早年既有不错的习作问世。他编过《新体词选》，担任《妇人杂志·以良都女》(1887—1891)文艺栏编辑，是砚友社中坚。1888年8月，美妙的成名作、短篇小说集《夏日树林》由金港堂出版，一鸣惊人，获“天才作家”美誉。
美妙的作品取英国文学之长，尝试文体革新，活用西文构想的表达手法，大胆使用西文直译体和拟人法，令只习惯于文言文的读者耳目一新。美妙在言文一致運動方面，受二叶亭四迷影响，发表过论文《言文一致论概略》(1889)。他的言文一致文体，对砚友社同仁是很大的鼓舞。
《夏日树林》问世后，美妙被聘为《文艺杂志·都市之花》（1887一1893）主笔。此时美妙与尾崎红叶闹翻，离开砚友社。美妙因他涉及小说、诗论、语言学、杂志编辑等，领域过宽，终未能在小说方面有更多突破，只留下《武藏野》和《蝴蝶》两个名篇。后来作品陷入形式主义，不受读者欢迎，但其早期贡献在日本文学史上仍有不可磨灭的影响。他在1910年6月確診患上惡性腮腺腫瘤，四個月後在東京府東京市本郷區上富士前町（現東京都文京區本駒込）家中病逝，終年僅42歲，